# Funmi Iyanda
Olufunmilola Aduke Iyanda, née le 27 juillet 1971), plus connue sous le nom de Funmi Iyanda, est une animatrice de talk-show nigériane, une journaliste et une blogueuse. Elle a notamment produit et animé un talk-show, New Dawn with Funmi, qui a été diffusé sur le réseau national pendant plus de huit ans. Dans ce talk-show comme dans d’autres de ses productions, elle a abordé des thèmes sensibles tels que l’homosexualité ou la situation sociale de la population nigériane. 

## Biographie
Funmi Iyanda naît à Lagos dans la famille de Gabriel et Yetunde Iyanda. Son père est originaire d'Ogbomoso et sa mère d'Ijebu Ode, deux villes de l’Ouest du pays, vers le Bénin. Elle  grandit dans la région de Lagos Terre. Sa mère meurt lorsqu'elle a sept ans. Elle  fréquente des écoles primaires à Akoka, et à Lagos, puis pour le secondaire l’école internationale  d'Ibadan. Elle mène enuite des études supérieures à l'université d'Ibadan, en géographie.
L'entrée de Funmi dans le monde de la télévision commence lorsqu'elle produit et présente Good Morning Nigeria, une émission de télévision matinale, qui est un succès et contribue de façon significative à sa notoriété. « Quand mon père m'a dit qu'en marchant dans notre rue chaque matin, il pouvait entendre ma voix venant de chaque maison », explique-t-elle, « c’est là que j'ai su que j'étais célèbre ». Une des chroniques de cette matinale montre des réalisations de personnes méritantes de la société, et une autre sort dans les rues à la recherche d'histoires humaines remarquables. L'émission s'intéresse aux injustices, en particulier celles concernant les femmes et les enfants. Elle est diffusée sur la télévision nationale,. 
Elle présente d’autres émissions, notamment MITV Live, produite par Segun Odegbami et Tunde Kelani. Intéressée par le sport, elle entre dans le monde du journalisme sportif. Elle travaille sur un documentaire pour la Coupe d'Afrique des Nations 2006 et couvre la Coupe du monde féminine de football 1999, les Jeux africains au Zimbabwe, ainsi que les Jeux olympiques de 2000 à Sidney et 2004 à Athènes,.
Un talk-show intitulé New Dawn with Funmi, une nouvelle  matinale, débute en 2000 et est diffusé quotidiennement de 2000 à 2008 sur NTA 10 Lagos. Elle devient une émission populaire et une des plus anciennes émission produite de manière indépendante sur NTA,. En 2004, un entretien avec le blogueur Bisi Alimi, qui fait son coming out, s’affirmant gay, pendant l’émission, rentre dans l’histoire de la télévision nigériane, mais provoque des remous et des réactions violentes, l’homosexualité était un sujet sensible au Nigeria, avec une politique gouvernementale homophobe, criminalisant l’union entre personnes de même sexe. Bisi Alimi est rejeté par sa famille et par ses proches. L’émission n’est plus diffusée en live mais enregistrée. Elle s’arrête définitivement en 2008,.
Funmi Iyanda ne reste pas pour autant inactive. Elle écrit des chroniques dans différents journaux, et tient des conférences, vivant entre Lagos et Londres. Elle revient à la télévision en 2010, après une pause de deux ans, avec Talk with Funmi (TWF), une émission de télévision qui voyage à travers le Nigeria,. En 2010, elle finalise la production de My Country : Nigeria, un documentaire en trois parties célébrant le 50e anniversaire de l'indépendance du pays, diffusé sur le service mondial de la BBC. Lagos Stories, l'un des épisodes du documentaire est ensuite nommé dans la catégorie « Meilleur documentaire d'actualité » au Festival de télévision de Monte-Carlo 2011. En 2012, Funmi Iyanda et son partenaire  Chris Dada publient Chopcassava.com, une série web documentant les manifestations de janvier 2012 à Lagos, au Nigeria. La série web, qui n'a pas pu être diffusée sur la télévision nigériane, présente une vue de l'intérieur de ces manifestations à Lagos. Elle a été nommée dans la catégorie des séries web de non-fiction au Festival mondial des médias de BANFF 2012, à Alberta, au Canada. Elle réalise aussi un long métrage,  Walking With Shadows,  adapté du roman d’un auteur nigerian, Jude Dibia (en) sur un homosexuel, dont la vie est brisée lorsque son entourage apprend sa sexualité.
Plusieurs fois distinguées par des médias ou organismes, elle est aussi mentionnée en 2014 par la BBC sur sa liste annuelle des 100 femmes d’influence, dans le monde.